# Дзета-розподіл
Помилка Lua у Модуль:Navbar у рядку 61: Неприпустима назва {{subst:PAGENAME}}.У теорії ймовірності та статистиці дзета -розподіл є дискретним розподілом ймовірностей . Якщо X є дельта-розподіленою випадковою величиною з параметром s, то ймовірність того, що X прийме ціле значення k, задається наступною функцією ймовірності
{\displaystyle f_{s}(k)=k^{-s}/\zeta (s)\,}
де ζ ( s ) є дзета -функцією Рімана, яка є невизначена при s = 1.
Кратності окремих простих множників від X є незалежними випадковими величинами .
Дзета -функція Рімана, як сума всіх доданків {\displaystyle k^{-s}} при цілому додатному числі k, виглядає як нормалізація розподілу Зипфа . Терміни "розподіл Зипфа" та "дзета -розподіл" часто використовуються як взаємозамінні. Але варто звернути увагу, що хоча розподіл дзети сам по собі є імовірнісним розподілом, він не асоціюється із законом Зіффа з тією самою експонентою.

## Визначення
Зета -розподіл є визначений для натуральних чисел {\displaystyle k\geq 1}, а її функція ймовірності задається як
{\displaystyle P(x=k)={\frac {1}{\zeta (s)}}k^{-s}} ,
де {\displaystyle s>1} є параметром і {\displaystyle \zeta (s)} - дзета-функція Рімана .
Кумулятивна функція розподілу задається формулою
{\displaystyle P(x\leq k)={\frac {H_{k,s}}{\zeta (s)}},}
де {\displaystyle H_{k,s}} - узагальнене гармонічне число
{\displaystyle H_{k,s}=\sum _{i=1}^{k}{\frac {1}{i^{s}}}.}